# Antonio Langella
Antonio Langella (ur. 30 marca 1977 roku w Neapolu) – włoski piłkarz występujący na pozycji napastnika. Obecnie gra w AS Bari.

## Kariera klubowa
Antonio Langella zawodową karierę rozpoczynał w wieku siedemnastu lat w USD Castelsardo. Przez sześć lat gry w tej drużynie Włoch wystąpił w 104 meczach i strzelił osiemnaście goli. Następnie przeniósł się do Sassari Torres, w którym grał przez trzy sezony z przerwą na wypożyczenie do Cagliari Calcio w styczniu 2001 roku. Dla „Sassari” Langella zaliczył 77 występów i zdobył 20 bramek.
W letnim okienku transferowym w 2002 roku Antonio został zawodnikiem Cagliari, w barwach którego podczas wcześniejszego wypożyczenia zrobił dobre wrażenie na działaczach "Rossoblu". Razem z Cagliari w sezonie 2003/2004 Langella awansował z Serie B do Serie A. W najwyższej klasie rozgrywek we Włoszech Antonio zadebiutował 12 września w spotkaniu przeciwko Bolonii. Już w kolejnym rozgrywkach urodzony w Neapolu zawodnik wraz ze swoim zespołem dosyć niespodziewanie dotarł aż do półfinału Pucharu Włoch. Pozyskaniem Langelli interesowało się kilka innych klubów, a wśród nich między innymi Beşiktaş JK, S.S. Lazio oraz CSKA Moskwa.
Włodarze Cagliari liczyli na to, że jeden z ich najlepszych piłkarzy pozostanie w zespole, jednak 10 lipca 2007 roku włoski zawodnik podpisał kontrakt z Atalantą BC, a w ramach rozliczenia w odwrotnym kierunku powędrował Antonino D'Agostino. W ekipie „Nerazzurrich” Antonio zadebiutował 26 sierpnia w meczu przeciwko Regginie Calcio. Latem 2008 roku Langella odszedł do Udinese Calcio, jednak jeszcze przed rozpoczęciem ligowych rozgrywek został wypożyczony do Chievo Werona. W barwach Chievo zadebiutował 31 sierpnia w wygranym 2:1 meczu z Regginą Calcio, a pierwszego gola strzelił 21 września w zremisowanym 1:1 wyjazdowym spotkaniu przeciwko Sampdorii.
Pod koniec czerwca 2009 roku na zasadzie współwłasności Włoch odszedł do beniaminka Serie A – AS Bari.

## Kariera reprezentacyjna
W reprezentacji Włoch Langella zadebiutował 9 lutego 2005 roku w wygranym 2:0 pojedynku z Rosją, kiedy to szkoleniowcem „Squadra Azzura” był Marcello Lippi. Łącznie dla drużyny narodowej Langella rozegrał cztery mecze, ostatni z nich 11 czerwca tego samego roku przeciwko Ekwadorowi.